# Clean
Clean é uma linguagem de programação funcional, baseada nos conceitos de funções matemáticas. Ela foi desenvolvida na Universidade de Nijmegen nos Países Baixos para o desenvolvimento de aplicações do mundo real (real-world applications).
As expressões em Clean são formadas usando-se funções para combinar determinados valores. Uma função em Clean é referencialmente transparente, ou seja, seus resultados são dependentes dos valores de seus argumentos.